# Unie botanických zahrad České republiky
Unie botanických zahrad České republiky byla založena v roce 2005 jako občanské sdružení, jehož členy bylo 25 botanických zahrad a arboret na území České republiky.

## Historie
V období šedesátých až devadesátých let 20. století spolupracovaly české a slovenské botanické zahrady pod hlavičkou Poradního sboru pro botanické zahrady. Ten zpočátku náležel pod Ministerstvo kultury ČSR, později pod Ministerstvo životního prostředí České republiky.
Unie byla založena na jaře 2005. O čtyři roky později uváděla počet členů 30, v roce 2012 měla členů 31, v roce 2015 má 35 členů, v roce 2023 je již celkem 40 členů z toho 35 členů řádných a 4 členy přidružené – seznam členů. Unie také každoročně udílí čestné členství – seznam čestných členů.

## Poslání, cíle a činnost
Unie je dobrovolným nevládním neziskovým sdružením. Smyslem její činnosti je napomáhat uplatňování poslání botanických zahrad a jejich celkovému rozvoji. Členem unie může být fyzická či právnická osoba nebo její organizační jednotka působící jako botanická zahrada či arboretum. Členství může být řádné nebo přidružené. Unie spolupracuje v oblasti botanických zahrad s českými státními orgány a institucemi a mezinárodními organizacemi, především Evropským konsorciem botanických zahrad a BGCI. 
Unie pořádá jedenkrát ročně valnou hromadu a odbornou konferenci. Pravidelnou akcí je také botanické družení, setkání pracovníků botanických zahrad. 

## Skupina pro genofondy
24. 6. 2016 byla založena Pracovní skupina pro genofondy v botanických zahradách ČR. Jejím úkolem je koordinovat ex situ ochranu rostlin. Ve skupině, kromě zástupců botanických zahrad, zasedají také zástupci Ministerstva životního prostředí, Ministerstva zemědělství a Národního programu genetických zdrojů rostlin. Skupina zasedá obvykle dvakrát ročně.
Skupina připravila návrh zájmových druhů pro konzervaci v BZ. 

## Zpravodaj botanických zahrad
V roce 2020 začíná pracovat redakční rada Unie, obnovuje se vydávání Zpravodaje botanických zahrad ČR.

## Sídlo
Unie sídlí v budově Botanické zahrady hlavního města Prahy na adrese Trojská 800/196, 171 00 Praha 7 – Troja.
Činnost Unie v období mezi valnými hromadami řídí rada, která je volena na čtyři roky. Členy rady jsou prezident a viceprezident a členové rady. Činnost zajišťuje tajemník/tajemnice. 
Složení rady Unie zvolené Valnou hromadou 18.1. 2022:
Prezident: Pavel Sekerka
Viceprezident: Vlastik Rybka
Radní: Ladislav Pavlata, Eduard Chvosta, Magdalena Chytrá
Tajemník: Anna Procházková